# Palmýrská říše
Palmýrská říše (latinsky Imperium Palmyrenum) neboli také Palmýrské království (Regnum Palmyrenum) jsou moderní označení státního útvaru, který vznikl v době krize Římské říše ve 3. století n. l. z jejích odtržených východních provincií. Říše existovala jen krátce v letech 270–274 n. l. Její nejznámější panovnice Zenobie byla královnou syrské Palmýry v letech 267/268–272 a v roce 272 se stala společně se svým synem Vaballathem vzdorocísařovnou římského císaře Aureliana (270–275).

## Historie

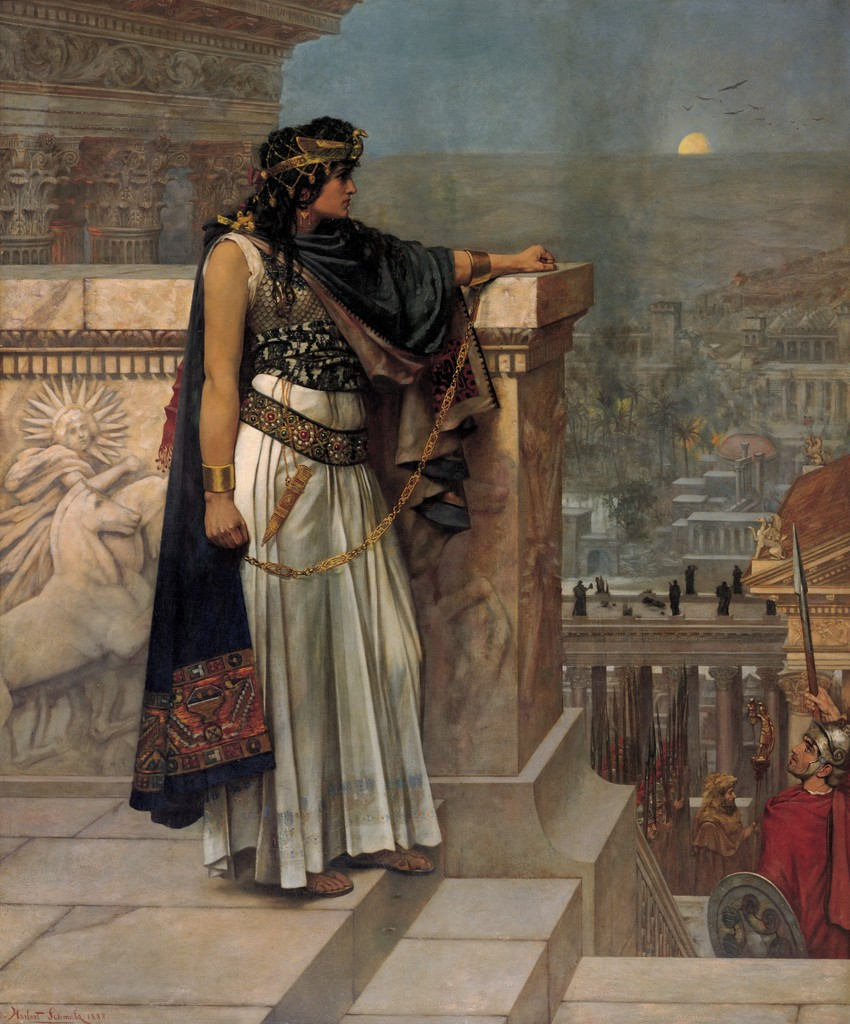
Zenobie od anglického malíře Herberta Schmalze

Vzestup perské dynastie Sásánovců znamenal další problémy pro Řím. Ardašír vyhnal Římany roku 230 n. l. z Mezopotámie, jeho nástupce Šápúr v bitvě u Edessy porazil a zajal římského císaře Valeriana.
V té době byl vládcem Palmýry Septimius Odaenathus. K moci se dostal díky svým vojenským úspěchům. Podporou Říma získal mnoho titulů od vděčných římských císařů. V roce 262 napadl a porazil Peršany, tím pro Řím ovládl Sýrii a byl oslavován jako zachránce říše. Dalším útokem zatlačil Peršany zpět za Tigrid a prohlásil se římským císařem. Při návratu z tažení byl zavražděn v Emese.

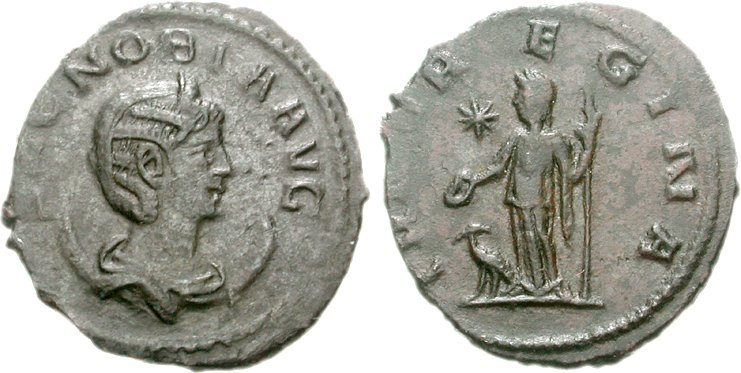
Zenobie na minci jako římská císařovna

Vlády se chopila Odaenathova manželka Septimia Zenobia, přijala titul Augusta. Zatímco Řím měl potíže na jiných frontách, nevěnoval Palmýře pozornost, Zenobie převzala kontrolu nad několika městy ve střední Sýrii. Poté, co se otevřeně vzbouřila Římu, napadla i Egypt. Římský vojevůdce Aurelianus získal rychle zpět Zenobií dobytá území. A poté vytáhl proti Palmýře, kterou na jaře roku 272 obsadil. Zenobie se pokusila zachránit útěkem k Eufratu, kde byla zajata. Aurelianus byl nejdříve k obyvatelům města mírný, ale po druhém povstání byla Palmýra zničena.
Za vlády císaře Diokleciána se Palmýra částečně obnovila. Dioklecián ve městě založil vojenský tábor. Ve 4. století se dostalo do Palmýry křesťanství.